# Helga Mühlberg
Helga Mühlberg z domu Ulze (ur. 27 stycznia 1940 w Bernburgu) – niemiecka kajakarka, trzykrotna medalistka mistrzostw świata. W czasie swojej kariery sportowej reprezentowała Niemiecką Republikę Demokratyczną.

## Kariera sportowa
Zdobyła brązowy medal w wyścigu czwórek (K-4) na 500 metrów (w osadzie z Marion Knobba, Anitą Nüßner i Charlotte Seidelmann) na mistrzostwach świata w 1963 w Jajcach. Na kolejnych mistrzostwach świata w 1966 w Berlinie zdobyła złoty medal w wyścigu dwójek (K-2) na 500 metrów (w parze z Anitą Kobuß) oraz brązowy medal wyścigu czwórek na 500 metrów (wraz z Käthe Pohland, Karin Haftenberger i Kobuß).
Była mistrzynią NRD na dystansie 500 metrów w dwójkach w latach 1965–1967, w czwórkach w 1963, 1966 i 1968 oraz w sztafecie 4 × 500 metrów w 1966, wicemistrzynią w jedynkach w 1962 i 1966, w dwójkach w 1962 i 1963 oraz w czwórkach w 1962, a także brązową medalistką w sztafecie w 1962. Zdobyła również srebrny medal w wyścigu jedynek na dystansie 5000 metrów w 1966.
W 1969 wyszła za mąż za swego trenera Horsta Mühlberga. Później pracowała jako trenerka kajakarstwa.